# Guillaume-Louis de Nassau-Dillenbourg
Guillaume-Louis, comte de Nassau-Dillenburg (né le 13 mars 1560 à Dillenburg, en comté de Nassau-Dillenbourg – mort le 13 juillet 1620 à Leeuwarden) fut stadhouder de Frise, de Groningue et de Drenthe. Avec son cousin (et beau-frère) Maurice de Nassau, il commanda par la suite l’armée de la république des Provinces-Unies et participa à l'élaboration de la stratégie militaire contre l’Espagne entre 1588 et 1609.

## Biographie
Guillaume-Louis était le fils aîné de Jean VI de Nassau-Dillenbourg et de la comtesse Élisabeth de Leuchtenberg.
Le 25 novembre 1587, il épousa sa cousine, Anne de Nassau (alias Anne d’Orange-Nassau), fille de Guillaume le Taciturne et d’Anne de Saxe, et sœur aînée de Maurice de Nassau ; mais Anne mourut moins de six mois plus tard (13 juin 1588), et Guillaume-Louis ne se remaria jamais.

### L'homme de guerre
Son père ayant obtenu la charge de stathouder de Gueldre, il se vit confier dès 1578 un régiment de lansquenets, qu'il mena au combat dans le nord et l'est des Pays-Bas. Il servit en tant qu'officier de cavalerie sous les ordres de Guillaume le Taciturne.
Calviniste convaincu, il gagna très tôt la confiance de son oncle et des régents. Son tempérament à la fois posé et énergique, son dévouement à la République et la force qu'il inspirait, contrastaient avec l'individualisme des Philippe von Hohenlohe, Diederik Sonoy et autres Bartold Entens : aussi Guillaume d'Orange en fit-il le gouverneur militaire de Frise. Il affronta des situations désespérées aux confins de la Frise contre les assauts de Francisco Verdugo, supporta avec patience les exigences du comte de Leicester, tout en s'opposant aux menées des intégristes gomaristes, partisans de livrer la Frise à la reine d'Angleterre. Les régents de cette province en firent leur champion, et ils lui apportèrent leur appui lorsque Karl Roorda voulut faire de la Frise une république autonome, même si ce fut au prix d'abandon d'une partie de ses prérogatives.
Il ne mit pas moins de soin que son cousin Maurice d'Orange à étudier l'art militaire, et même il introduisit une nouvelle tactique inspirée de la légion romaine, qu'il mit en pratique avec ses propres soldats à Leeuwarden, dans les intervalles de trêve. Les batailles des années 1590, malgré leur manque de brio, portèrent les fruits de ces innovations : sans l'aide de Guillaume-Louis, le stathouder Maurice n'aurait pu relever le défi de libérer en si peu de combats les sept provinces du Nord. Après la restitution de Groningue et la réorganisation du territoire, les États lui confièrent le gouvernement de la Drenthe ; il ne parvint toutefois à réunir Groningue et les Ommelanden en une seule province, comme Johan van Oldenbarnevelt le souhaitait, ce qui aurait rendu plus facile la défense de cette marche nord-est.
Guillaume-Louis occupe une place importante dans la révolution militaire des XVIe et XVIIe siècles : dans une lettre à son cousin Maurice de Nassau datée du 8 décembre 1594, il présente une idée relative à l’emploi de rangées de soldats, inspirée de la lecture des Tactica d’Élien. L’auteur grec y envisage le recours à la contre-marche comme meilleure combinaison des effets de l'épée courte romaine (gladius) et du javelot (pilum). Guillaume-Louis, par une transposition audacieuse, comprit que cette même technique pouvait s’appliquer aux armes à feu.

« J’ai découvert  que par les evolutionibus les mousquetaires et les autres soldats équipés d’arme à feu pouvaient non seulement faire feu mais même continuer à le faire en conservant un ordre de bataille très efficace (c’est-à-dire qu’ils ne tirent plus à volonté ou en se retranchant derrière des fascines...) : une fois que le premier rang a tiré, par ce mouvement ils passent au rang immédiatement précédent ; alors le second rang, qu’il marche en avant ou qu’il conserve sa position, ouvre le feu comme l’avait fait le premier ; puis le troisième rang et les rangs suivants font de même. Une fois que le dernier rang a fait feu, le premier a eu le temps de recharger, comme le montre le diagramme suivant... »

— Geoffrey Parker (2008), note 4 p. 21, référence
Ses soldats le surnommaient Us Heit (ouest-frison signifiant « notre père »), surnom qui lui reste acquis dans la population frisonne actuelle et qui est aussi celui de sa statue, qui fait face à l'hôtel de ville de Leeuwarden.

### L'homme politique

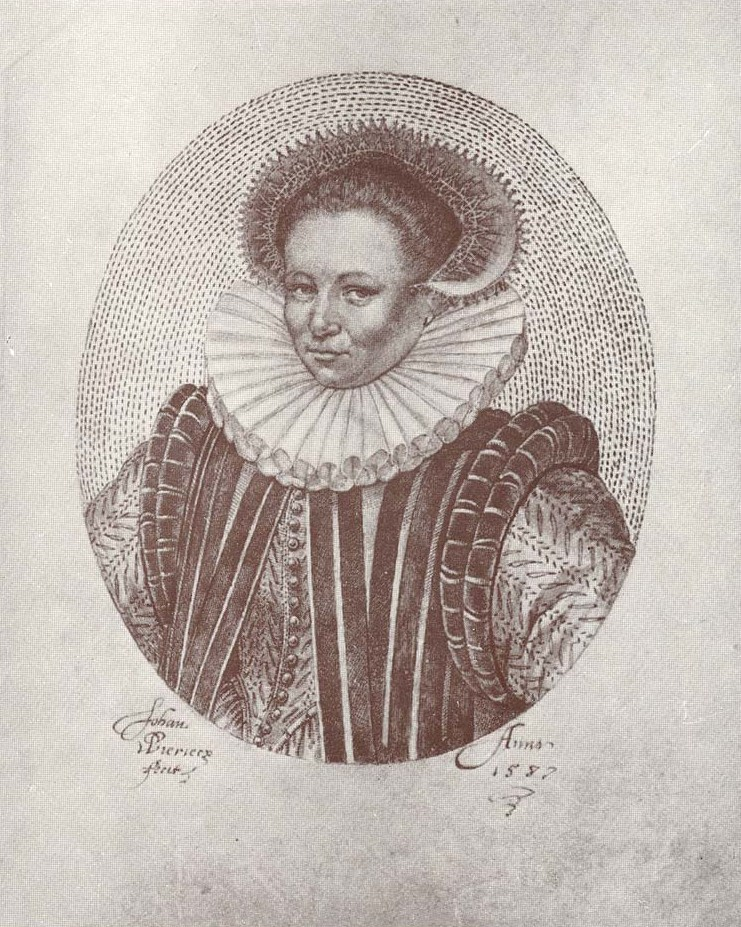
La comtesse Anne de Nassau (alias Anne d’Orange-Nassau).

#### Chef de file des calvinistes
Guillaume-Louis semble avoir longtemps entretenu des rapports courtois avec le pensionnaire Johan van Oldenbarnevelt. Sa nature posée, son pragmatisme convenaient mieux à ce dernier que le comportement impérieux, mais prompt à s’apaiser, de son oncle : malgré son engagement en faveur du calvinisme, il laissait toujours une marge aux négociations politiques. Mais il est tout aussi probable que Guillaume-Louis n’a pas épousé de bon cœur les vues du grand-pensionnaire de conclure une trêve de durée indéterminée avec l’Espagne, même s'il prit part en tant que premier émissaire des États de Hollande aux pourparlers engagés dès 1607, et qu'il ratifia l'accord de la trêve de Douze Ans : car déjà les tensions religieuses qui allaient faire de la Trêve de douze ans, l’une des périodes les plus sombres de l'histoire des Pays-Bas, s'exacerbaient.

#### Fondation de l'université de Franeker
Guillaume-Louis apporta un appui indéfectible aux calvinistes, dans leur combats contre les remonstrants, majoritaires parmi les parlementaires frisons et groninguois. Cela joua pour beaucoup lors de la fondation en 1585 de l'université de Franeker, même si les Frisons, loin de vouloir prendre leur autonomie de la Hollande, désiraient au contraire s'en rapprocher. Même dans les premières années suivant le cessez-le-feu et la fondation en 1614 de l’université de Groningue, son intention était clairement d'opposer aux libertins de l'université de Leyde une université au protestantisme orthodoxe, afin que la formation des jeunes prédicateurs soit, au moins dans les provinces du nord, préservée de l'influence des arminiens, même si le particularisme groninguois, empreint de la haine des voisins frisons et de la jalousie envers les riches Hollandais, affecta l'entreprise.
Guillaume-Louis se consacra activement à ce chantier et choisit avec soin des professeurs calvinistes. Il supporta de moins en moins les refus puis les manœuvres dilatoires de son cousin à cet égard : ses lettres témoignent, au fil des années, qu'il ne cessa jamais d'exhorter Maurice à s'en prendre ouvertement au grand-pensionnaire et à ses conseillers libertins et remonstrants ; pourtant, quoique désireux d'abattre le crédit du grand-pensionnaire et de ses coreligionnaires, il dédaignait l'esprit de vengeance qui poussa les adversaires d'Oldenbarnevelt à l'arrêter. Guillaume-Louis de Nassau était un homme mesuré et raisonnable, préoccupé par la pureté du dogme religieux : contrairement à tant d'ennemis de van Oldenbarnevelt, il n'avait que faire de la puissance politique et des charges d'un adversaire à terre. Le stathouder de Frise ne survécut d'ailleurs guère à son triomphe politico-religieux : il mourut le 31 mai 1620 dans son palais, le Stadhouderlijk hof de Leeuwarden, ville qui l'avait honoré d'une statue place du gouvernement. Ses cendres reposent dans l'église des jacobins. Ses titres et charges échurent à son frère Ernest-Casimir, fondateur de la branche frisonne de la Maison de Nassau.

## Ascendance
|  |                                            |  |  |  |  |  |  |  |  |  |  |  |  |  |  |  |
|  | 16. Jan IV de Nassau                       |  |  |  |  |  |  |  |  |  |  |  |  |  |  |  |
|  |                                            |  |  |  |  |  |  |  |  |  |  |  |  |  |  |  |
|  |                                            |  |  |  |  |  |  |  |  |  |  |  |  |  |  |  |
|  | 8. Jean V de Nassau-Dillenbourg            |  |  |  |  |  |  |  |  |  |  |  |  |  |  |  |
|  |                                            |  |  |  |  |  |  |  |  |  |  |  |  |  |  |  |
|  |                                            |  |  |  |  |  |  |  |  |  |  |  |  |  |  |  |
|  | 17. Marie de Loon-Heinsberg                |  |  |  |  |  |  |  |  |  |  |  |  |  |  |  |
|  |                                            |  |  |  |  |  |  |  |  |  |  |  |  |  |  |  |
|  |                                            |  |  |  |  |  |  |  |  |  |  |  |  |  |  |  |
|  | 4. Guillaume de Nassau-Dillenbourg         |  |  |  |  |  |  |  |  |  |  |  |  |  |  |  |
|  |                                            |  |  |  |  |  |  |  |  |  |  |  |  |  |  |  |
|  |                                            |  |  |  |  |  |  |  |  |  |  |  |  |  |  |  |
|  | 18. Henri III de Haute-Hesse               |  |  |  |  |  |  |  |  |  |  |  |  |  |  |  |
|  |                                            |  |  |  |  |  |  |  |  |  |  |  |  |  |  |  |
|  |                                            |  |  |  |  |  |  |  |  |  |  |  |  |  |  |  |
|  | 9. Élisabeth de Hesse-Marbourg             |  |  |  |  |  |  |  |  |  |  |  |  |  |  |  |
|  |                                            |  |  |  |  |  |  |  |  |  |  |  |  |  |  |  |
|  |                                            |  |  |  |  |  |  |  |  |  |  |  |  |  |  |  |
|  | 19. Anne de Katzenelnbogen                 |  |  |  |  |  |  |  |  |  |  |  |  |  |  |  |
|  |                                            |  |  |  |  |  |  |  |  |  |  |  |  |  |  |  |
|  |                                            |  |  |  |  |  |  |  |  |  |  |  |  |  |  |  |
|  | 2. Jean VI de Nassau-Dillenbourg           |  |  |  |  |  |  |  |  |  |  |  |  |  |  |  |
|  |                                            |  |  |  |  |  |  |  |  |  |  |  |  |  |  |  |
|  |                                            |  |  |  |  |  |  |  |  |  |  |  |  |  |  |  |
|  | 20. Henri IX de Stolberg                   |  |  |  |  |  |  |  |  |  |  |  |  |  |  |  |
|  |                                            |  |  |  |  |  |  |  |  |  |  |  |  |  |  |  |
|  |                                            |  |  |  |  |  |  |  |  |  |  |  |  |  |  |  |
|  | 10. Bodon VIII de Stolberg-Wernigerode     |  |  |  |  |  |  |  |  |  |  |  |  |  |  |  |
|  |                                            |  |  |  |  |  |  |  |  |  |  |  |  |  |  |  |
|  |                                            |  |  |  |  |  |  |  |  |  |  |  |  |  |  |  |
|  | 21. Mathilde de Mansfeld                   |  |  |  |  |  |  |  |  |  |  |  |  |  |  |  |
|  |                                            |  |  |  |  |  |  |  |  |  |  |  |  |  |  |  |
|  |                                            |  |  |  |  |  |  |  |  |  |  |  |  |  |  |  |
|  | 5. Juliana de Stolberg                     |  |  |  |  |  |  |  |  |  |  |  |  |  |  |  |
|  |                                            |  |  |  |  |  |  |  |  |  |  |  |  |  |  |  |
|  |                                            |  |  |  |  |  |  |  |  |  |  |  |  |  |  |  |
|  | 22. Philippe Ier d'Eppstein-Königstein     |  |  |  |  |  |  |  |  |  |  |  |  |  |  |  |
|  |                                            |  |  |  |  |  |  |  |  |  |  |  |  |  |  |  |
|  |                                            |  |  |  |  |  |  |  |  |  |  |  |  |  |  |  |
|  | 11. Anne d'Eppstein-Königstein             |  |  |  |  |  |  |  |  |  |  |  |  |  |  |  |
|  |                                            |  |  |  |  |  |  |  |  |  |  |  |  |  |  |  |
|  |                                            |  |  |  |  |  |  |  |  |  |  |  |  |  |  |  |
|  | 23. Louise de la Marck                     |  |  |  |  |  |  |  |  |  |  |  |  |  |  |  |
|  |                                            |  |  |  |  |  |  |  |  |  |  |  |  |  |  |  |
|  |                                            |  |  |  |  |  |  |  |  |  |  |  |  |  |  |  |
|  | 1. Guillaume-Louis de Nassau-Dillenbourg   |  |  |  |  |  |  |  |  |  |  |  |  |  |  |  |
|  |                                            |  |  |  |  |  |  |  |  |  |  |  |  |  |  |  |
|  |                                            |  |  |  |  |  |  |  |  |  |  |  |  |  |  |  |
|  | 24. Frédéric V de Leuchtenberg             |  |  |  |  |  |  |  |  |  |  |  |  |  |  |  |
|  |                                            |  |  |  |  |  |  |  |  |  |  |  |  |  |  |  |
|  |                                            |  |  |  |  |  |  |  |  |  |  |  |  |  |  |  |
|  | 12. Jean IV de Leuchtenberg                |  |  |  |  |  |  |  |  |  |  |  |  |  |  |  |
|  |                                            |  |  |  |  |  |  |  |  |  |  |  |  |  |  |  |
|  |                                            |  |  |  |  |  |  |  |  |  |  |  |  |  |  |  |
|  | 25. Dorothée de Rieneck                    |  |  |  |  |  |  |  |  |  |  |  |  |  |  |  |
|  |                                            |  |  |  |  |  |  |  |  |  |  |  |  |  |  |  |
|  |                                            |  |  |  |  |  |  |  |  |  |  |  |  |  |  |  |
|  | 6. Georges III de Leuchtenberg             |  |  |  |  |  |  |  |  |  |  |  |  |  |  |  |
|  |                                            |  |  |  |  |  |  |  |  |  |  |  |  |  |  |  |
|  |                                            |  |  |  |  |  |  |  |  |  |  |  |  |  |  |  |
|  | 26. Günther de Schwarzburg                 |  |  |  |  |  |  |  |  |  |  |  |  |  |  |  |
|  |                                            |  |  |  |  |  |  |  |  |  |  |  |  |  |  |  |
|  |                                            |  |  |  |  |  |  |  |  |  |  |  |  |  |  |  |
|  | 13. Marguerite de Schwarzburg              |  |  |  |  |  |  |  |  |  |  |  |  |  |  |  |
|  |                                            |  |  |  |  |  |  |  |  |  |  |  |  |  |  |  |
|  |                                            |  |  |  |  |  |  |  |  |  |  |  |  |  |  |  |
|  | 27. Catherine de Querfurt                  |  |  |  |  |  |  |  |  |  |  |  |  |  |  |  |
|  |                                            |  |  |  |  |  |  |  |  |  |  |  |  |  |  |  |
|  |                                            |  |  |  |  |  |  |  |  |  |  |  |  |  |  |  |
|  | 3. Élisabeth von Leuchtenberg              |  |  |  |  |  |  |  |  |  |  |  |  |  |  |  |
|  |                                            |  |  |  |  |  |  |  |  |  |  |  |  |  |  |  |
|  |                                            |  |  |  |  |  |  |  |  |  |  |  |  |  |  |  |
|  | 28. Albert III de Brandebourg              |  |  |  |  |  |  |  |  |  |  |  |  |  |  |  |
|  |                                            |  |  |  |  |  |  |  |  |  |  |  |  |  |  |  |
|  |                                            |  |  |  |  |  |  |  |  |  |  |  |  |  |  |  |
|  | 14. Frédéric Ier de Brandebourg-Ansbach    |  |  |  |  |  |  |  |  |  |  |  |  |  |  |  |
|  |                                            |  |  |  |  |  |  |  |  |  |  |  |  |  |  |  |
|  |                                            |  |  |  |  |  |  |  |  |  |  |  |  |  |  |  |
|  | 29. Anne de Saxe                           |  |  |  |  |  |  |  |  |  |  |  |  |  |  |  |
|  |                                            |  |  |  |  |  |  |  |  |  |  |  |  |  |  |  |
|  |                                            |  |  |  |  |  |  |  |  |  |  |  |  |  |  |  |
|  | 7. Barbara de Brandebourg-Ansbach-Kulmbach |  |  |  |  |  |  |  |  |  |  |  |  |  |  |  |
|  |                                            |  |  |  |  |  |  |  |  |  |  |  |  |  |  |  |
|  |                                            |  |  |  |  |  |  |  |  |  |  |  |  |  |  |  |
|  | 30. Casimir IV Jagellon                    |  |  |  |  |  |  |  |  |  |  |  |  |  |  |  |
|  |                                            |  |  |  |  |  |  |  |  |  |  |  |  |  |  |  |
|  |                                            |  |  |  |  |  |  |  |  |  |  |  |  |  |  |  |
|  | 15. Sophie Jagellon                        |  |  |  |  |  |  |  |  |  |  |  |  |  |  |  |
|  |                                            |  |  |  |  |  |  |  |  |  |  |  |  |  |  |  |
|  |                                            |  |  |  |  |  |  |  |  |  |  |  |  |  |  |  |
|  | 31. Élisabeth d’Autriche                   |  |  |  |  |  |  |  |  |  |  |  |  |  |  |  |
|  |                                            |  |  |  |  |  |  |  |  |  |  |  |  |  |  |  |
|  |                                            |  |  |  |  |  |  |  |  |  |  |  |  |  |  |  |